# Col de Crozet
Le col de Crozet est un col pédestre français du massif du Jura, dans le département de l'Ain. Il franchit l'anticlinal des monts Jura et relie la vallée de la Valserine au bassin du Léman.